# 石山氏侏鰩
石山氏侏鰩（學名：Fenestraja ishiyamai），為軟骨魚綱鰩目吞鰩科侏鰩屬的一種，分布於中西大西洋美國佛羅里達州與墨西哥灣到尼加拉瓜海域，深度400至1000公尺，棲息在深海海域，為底棲性魚類，獨居性，屬肉食性，卵生，生活習性不明。